# Ричардсон, Ли (политик)
Ли Ри́чардсон (англ. Lee Richardson, р. 31 октября 1947 в Норт-Батлфорде (Саскачеван)) — канадский политик. Депутат Канадской палаты общин, представляющий избирательный округ Центр Калгари и Консервативную партию Канады. Впервые был избран в парламент на выборах 1988 прогрессивно-консервативным депутатом от избирательного округа Юго-Восток Калгари. В 1993 проиграл в своём округе кандидату от Реформистской партии.
В 2004 вернулся в политику, победив в Центре Калгари, который до этого представлял глава ПКП Джо Кларк. Он был переизбран в 2006, набрав 55,4 процента с отрывом в 20 000 голосов, и в 2008, набрав 55,6 % голосов. В текущую парламентскую сессию избран председателем Постоянного комитета Палаты общин по международной торговле.

## Начало карьеры
До того как стать депутатом в 1988, Ричардсон был заместителем начальника по личному составу в Секретариате премьер-министра и специальным советником премьер-министра по делам Запада. С 1979 по 1983 Ричардсон являлся руководителем по личному составу у альбертского премьер-министра Питера Локхида. Став парламентарием, Ричардсон работал парламентским секретарём министра связи и министра транспорта. Он способствовал переводу Национального энергетического совета в Калгари, а Международного аэропорта Калгари — под юрисдикцию местных органов власти.
Он является президентом финансовой корпорации Lee Richardson и председателем правления публичной технологической компании STI Streetlight Intelligence.
Входил в совет директоров Зимних Олимпийских игр 1988, входил в правление Саутминстерской объединённой церкви и Калгарийского фонда бездомных. Он десять лет был председателем консультативного совета Института гуманитарных наук Калгарийского университета и преподавателем Банфского центра управления. Входит в совет директоров Калгарийского стампида и является представителем Калгари Флеймс. В 1977 Ричардсон получил медаль Королевы Елизаветы «в знак признания значительного вклада для соотечественников, общества и Канады», в 1992 — Канадскую медаль, а в 2005 — медаль Столетия Альберты.
Ричардсон — вдов, имеет троих взрослых детей.

## Парламентские обязанности
Ричарсон является председателем Постоянного комитета Палаты общин по международной торговле. Согласно Монтриол газетт, «Комитет по международной торговле под умеренным руководством Ли Ричардсона является общим исключением из ядовитого тона большинства комитетов Палаты».
В последнюю сессию Парламента Комитет по международной торговле успешно рассмотрел три соглашения о свободной торговле: с Республикой Колумбия, Хашимитским Королевством Иордания и Республикой Панама — и вернул их для нового рассмотрения в Палату.
Ричардсон также числится председателем Комитета по компенсациям, членом Комитета по политике открытости, Аудиторского комитета и Комитета по корпоративному управлению.

## Ухаживание за политическим обозревателем Си-Би-Си
В марте 2010 газета Кроникл геральд сообщила о том, что Ричардсон встречается с политическим обозревателем Си-Би-Си Кристой Эриксон. Интерес к этому возрос после того, как она была зарегистрирована назначенным пассажиром депутата, то есть получила право совершать полёты за счёт налогоплательщиков. Президент Канадской ассоциации журналистов Мэри Агнесс Уэлш и Кевин Годе из Канадской федерации налогоплательщиков назвали это злоупотреблением служебным положением. Ричардсон утверждает, что политический обозреватель не делает сообщений о нём лично или вообще о Консервативной партии.

## Расходы
В 2009 финансововм году Ричардсон перечислил на свой счёт представительских депутатских расходов 535 644 $. Поэтому он считается самым дорогим для бюджета депутатом парламента в Альберте. По сумме расходов он далеко обогнал премьер-министра Стивена Харпера с его 189 774 $.

## Грант Streetlight Intelligence
31 марта 2009 Министерство природных ресурсов Канады предоставило компании Streetlight Intelligence, председателем правления которой является Ричардсон, грант в 185 000 $. Ричардсон заявил, что ничего не знал об этом гранте.
В ходе федеральных выборов 2011 года Streetlight Intelligence прекратило деятельность и выдало извещения об увольнении всем своим сотрудникам. Кроме того, стало известно, что его основным акционером было принадлежащее государству коммунальное предприятие Enmax. Это стало темой обсуждения в ходе предвыборной кампании, при этом Ричардсон отрицал, что вовлечён в текущую деятельность компании, хотя и являлся её председателем. Также вызвало споры то, что акциями в этой компании владело ещё одно принадлежащее государству коммунальное предприятие Hydro Ottawa.

## Связь иммигрантов и преступности
25 сентября 2008 Ричардсон выступил со спорными заявлениями о том, что в организованной преступности в Калгари часто принимают участие иммигранты. «Спросите у полиции. Посмотрите, кто совершает эти преступления,— это не дети, выросшие по соседству»,— ответил он Фаст форвард уикли на вопрос о применении оружии в Калгари. Либералы и НДП потребовали его отставки. По телефону, в ответ на просьбу прокомментировать своё заявление он не выразил сожаления о сказанном, настаивая, что он имел в виду «молодёжные группировки в городах». Он так и не извинился и не подал в отставку. По словам сержанта Билла Додда из смешанного отдела Полицейской службы Калгари, служба не ведёт статистику, откуда родом преступники города. Однако его 16-летний опыт работы в полиции не позволяет ему обвинять иммигрантов в криминальных бедствиях. Премьер-министр Канады Стивен Харпер защитил Ричардсона, упрекнув журналистов в «монтаже», то есть в представлении его комментариев вне контекста.
26 сентября 2008 Калгари геральд выпустила сообщение «Консерваторов снова поливают грязью: очередная предвыборная мишень», где продолжали утверждать: «В ходе поливания грязью в эту кампанию Ли Ричардсон от Центра Калгари обвинён в антииммигрантских и расистских взглядах — странное заявление против человека, который делает для иммигрантов больше, чем любой другой федеральный политик в городе». Когда бывшего альбертского премьер-министра Питера Локхида спросили, является ли Ричардсон расистом, он ответил: «Это полная ложь. Оснований для этого нет совершенно никаких. Я проработал с Ли много лет и знаю по его заявлениям и делам, что он не придерживается таких взглядов». Офис Ричардсона в избирательном округе в основном занимается проблемами иммигрантов. Когда родившийся в Колумбии избиратель Генри Мандельбаум услышал эти заявления, он решил высказаться. «Он много помогал нам, когда нам приходилось долго ждать предоставления гражданства,— заявил Мандельбаум.— Всё, что о нём говорят в этом духе, неправда. Я потрясён, что слышу от кого-то такое». Муниципальный коллега Ричардсона олдермен 8 района китайского происхождения Джон Мар также категорично защищал его. «За годы в Палате общин Ли восстановил Чайнатаун,— говорит Мар.— У него много друзей в китайской общине, включая моего отца Аллана Мара. Он представляет лучшее в Калгари в смысле поддержки многокультурности. Он не расистский фанатик, и все, кто знаком с ним, знают это».